# Åsiktsfrihet
Åsiktsfrihet är medborgarens frihet att fritt uttrycka åsikter utan statens ingripande.
Åsiktsfriheten uttrycks som en rättighet i artikel 19 av FN:s deklaration om de mänskliga rättigheterna. I deklarationen innebär åsiktsfrihet rätten att utan ingripande hysa åsikter, samt att söka, ta emot och sprida idéer och information. Åsiktsfrihet och yttrandefrihet är två mycket närbesläktade begrepp och rör båda rätten att uttrycka och sprida åsikter och information.

## Sverige
I Sverige är åsiktsfriheten grundlagsskyddad enligt Regeringsformen där man skriver att "Varje medborgare är gentemot det allmänna tillförsäkrad ... yttrandefrihet: frihet att i tal, skrift eller bild eller på annat sätt meddela upplysningar samt uttrycka tankar, åsikter och känslor", samt genom Sveriges upphöjande till lag av den europeiska konventionen angående skydd för de mänskliga rättigheterna och de grundläggande friheterna där det framgår att "Var och en har rätt till yttrandefrihet. Denna rätt innefattar åsiktsfrihet samt frihet att ta emot och sprida uppgifter och tankar utan offentlig myndighets inblandning och oberoende av territoriella gränser".
Varje medborgare är dessutom skyddad gentemot det allmänna från att tvingas uppge politiska åsikter, religiös, kulturell eller liknande åskådning. Det finns även ett skydd mot att tvingas delta i demonstrationer, opinionsbildning, att tillhöra en politisk sammanslutning, trossamfund eller liknande sammanhang.